# Phoenicophanta modestula
Phoenicophanta modestula är en fjärilsart som beskrevs av Dyar 1924. Phoenicophanta modestula ingår i släktet Phoenicophanta och familjen nattflyn. Inga underarter finns listade i Catalogue of Life.